# زمین‌لرزه ۲۰۰۷ الم راک
زمین‌لرزه الم راک  در تاریخ ۳۱ اکتبر ۲۰۰۷ میلادی، برابر با ‎۹ آبان ۱۳۸۶، ساعت ۳:۰۴:۵۴ به زمان یوتی‌سی در کالیفرنیا ، منطقه سان‌خوزه و پارک الم راک رخ داد. ژرفای این زلزله ۱۰ کیلومتر بود، و بزرگی آن ۵٫۶ در مقیاس Mw اعلام شده‌است. زمین‌لرزه به وقت محلی در روز سه‌شنبه، ساعت ۱۹ روی داده و منطقه زمانی آن یوتی‌سی -۸ بوده‌است (با لحاظ تغییر ساعت تابستانی).
سازمان زمین‌شناسی آمریکا نیز رومرکز این زمین‌لرزه را در مختصات ۳۷°۲۶′۰۲″شمالی ۱۲۱°۴۶′۲۶″غربی / ۳۷٫۴۳۴°شمالی ۱۲۱٫۷۷۴°غربی و ژرفای آنرا در ۱۰ کیلومتر گزارش کرده‌است. بزرگی برگزیدهٔ این سازمان از میان بزرگیهای محاسبه‌شدهٔ مختلف ۵٫۶ در مقیاس Mw بوده و از دید اثر، در میان چهار دسته‌بندی «نامحسوس»، «محسوس»، «زیان‌آور» یا «با تلفات»، زلزله را «زیان‌آور» اعلام کرده‌است.
پروژهٔ «تنسور گشتاور مرکزوار» زاویه‌های (راستا، شیب، ریک) گسل سازندهٔ زمین‌لرزه و صفحه عمود بر آنرا (°۳۲۴، °۸۱، °۱۷۶) یا (°۵۴، °۸۶، °۹) و نوع گسل را «امتدادلغز» فرارسانده‌است.